# 얀 피알라
얀 피알라(Jan Fiala)는 체코의 전 축구 선수이다. 현역 시절 포지션은 수비수였다. 유로 1980과 1982 스페인 월드컵에 참가한 바 있다.